# 64e brigade d'infanterie (Inde)
La 64e brigade d'infanterie indienne était une formation d'infanterie de l'armée indienne britannique pendant la Seconde Guerre mondiale. Elle fut formée à Babina (Inde) en février 1942 et affecté à la 23e division d'infanterie indienne. La brigade fut transférée en mars 1942 à la 19e division d'infanterie indienne et combattit dans la campagne de Birmanie. La brigade resta sous le commandement de la 19e division jusqu'à la fin de la guerre.